# Ingolfiella beatricis
Ingolfiella beatricis is een vlokreeftensoort uit de familie van de Ingolfiellidae. De wetenschappelijke naam van de soort is voor het eerst geldig gepubliceerd in 2001 door Ruffo & Vonk.